# Der Kampf ums Dasein oder „Besetzt“
Der Kampf ums Dasein oder „Besetzt“ ist eine kurze deutsche Stummfilmgroteske aus dem Jahre 1897.

## Handlung
Auf dem Korridor eines Hotels ist die Tür eines Gastzimmers und die daneben liegende Toilette erkennbar. Ein Gast betritt den WC-Raum. Wenig später kommt ein weiterer Herr aus dem Nebenzimmer, um gleichfalls das stille Örtchen aufzusuchen. Er kann jedoch nicht eintreten, da der erste Hotelgast die Tür von innen verschlossen hat. Der nicht nachlassende Druck schlägt sich deutlich im Stimmungsbild des Gesichtes des zweiten Gastes nieder.
Bald kommt noch ein weiterer Hotelgast – nur noch mit Hosen bekleidet – hinzu, der ebenfalls ein dringendes Bedürfnis hat, aber keinen Einlass zur besetzten Toilette bekommt. Ungeduldig klopft er an der Tür. Nach einiger Zeit tritt der erste Toilettenbesucher wieder heraus, und im selben Momente stürzen sich beide anderen Herren auf die Tür, um sich drinnen als erster Erleichterung zu verschaffen. Es kommt zu einer handfesten Prügelei, und ein mit Kaffeegeschirr passierender Kellner wird dabei angerempelt und stürzt mit dem Service zu Boden.

## Produktionsnotizen
Der Kampf ums Dasein oder „Besetzt“ ist einer der ältesten deutschen namentlich bekannten Filme aus der Produktion Oskar Messters. Bei den Darstellern dürfte es sich weitgehend um Laien gehandelt haben.
Wie bei ganz frühen Filmen des ausgehenden 19. Jahrhunderts üblich, wurden kurze Szenen aus dem Alltag mit dem Themenhintergrund „Menschliches-Allzumenschliches“ gezeigt.

## Kritiken
Im Messter-Filmkatalog von 1898 heißt es dazu: „Ein äußerst humoristisches Sujet, welches stets zum Lachen reizt, das Bild ist tadellos“.
Über 100 Jahre später war zu lesen: „Hinter dem sozialdarwinistischen Titel DER KAMPF UMS DASEIN verbirgt sich unübersehbar ein Musterbeispiel dessen, was Freud um 1905 als Analsadismus analysiert hat.“